# Ficus variolosa
Ficus variolosa är en mullbärsväxtart som beskrevs av John Lindley och George Bentham. Ficus variolosa ingår i släktet fikonsläktet, och familjen mullbärsväxter. Inga underarter finns listade i Catalogue of Life.